# Monolithe (sculpture)
Pour les articles homonymes, voir Monolithe (homonymie).
Des monolithes sont découverts (en) de manière fortuite à partir de novembre 2020 en différents lieux, dans la nature, sur les continents nord-américain et européen. Présentant de fortes similitudes mais différant aussi légèrement entre elles, ces sculptures se présentent sous la forme de prismes triangulaires métalliques de plusieurs mètres de hauteur, posés sur le sol et dressés vers le ciel. Comparées au monolithe de 2001 : L'Odyssée de l'espace de Arthur C. Clarke paru en 1968 et adapté au cinéma la même année par Stanley Kubrick, ces structures en reprennent notamment le nom et font l'objet de nombreuses interrogations et spéculations : œuvre d'un seul ou de plusieurs artistes, canular, origine non humaine, présence et sens d'un message, campagne publicitaire, etc..

## Monolithe de l'Utah
Le monolithe de l'Utah est découvert le 18 novembre 2020 par des biologistes en campagne de recensement du Mouflon canadien par hélicoptère. Apercevant l'objet au fond d'une petite gorge depuis leur appareil, ils se posent pour l'examiner de plus près et notamment appréhender ses dimensions. Le surlendemain, ils rendent leur découverte publique, y compris sur les réseaux sociaux, mais sans pour autant donner la localisation exacte de peur que l'objet n'attire des curieux, ce qui pourrait entrainer des dégradations du milieu naturel. Cependant, des internautes le localisent rapidement et les craintes des autorités à propos de l'impact sur le milieu naturel se révèlent fondées.
Le 27 novembre, l'objet est enlevé et emporté par un groupe de personnes non identifiées.
En décembre 2020, la création de ce monolithe (et de celui de Californie) est attribué au collectif d'artistes The Most Famous Artist, d'après des déclarations énigmatiques et des photos diffusées sur les réseaux sociaux,. 

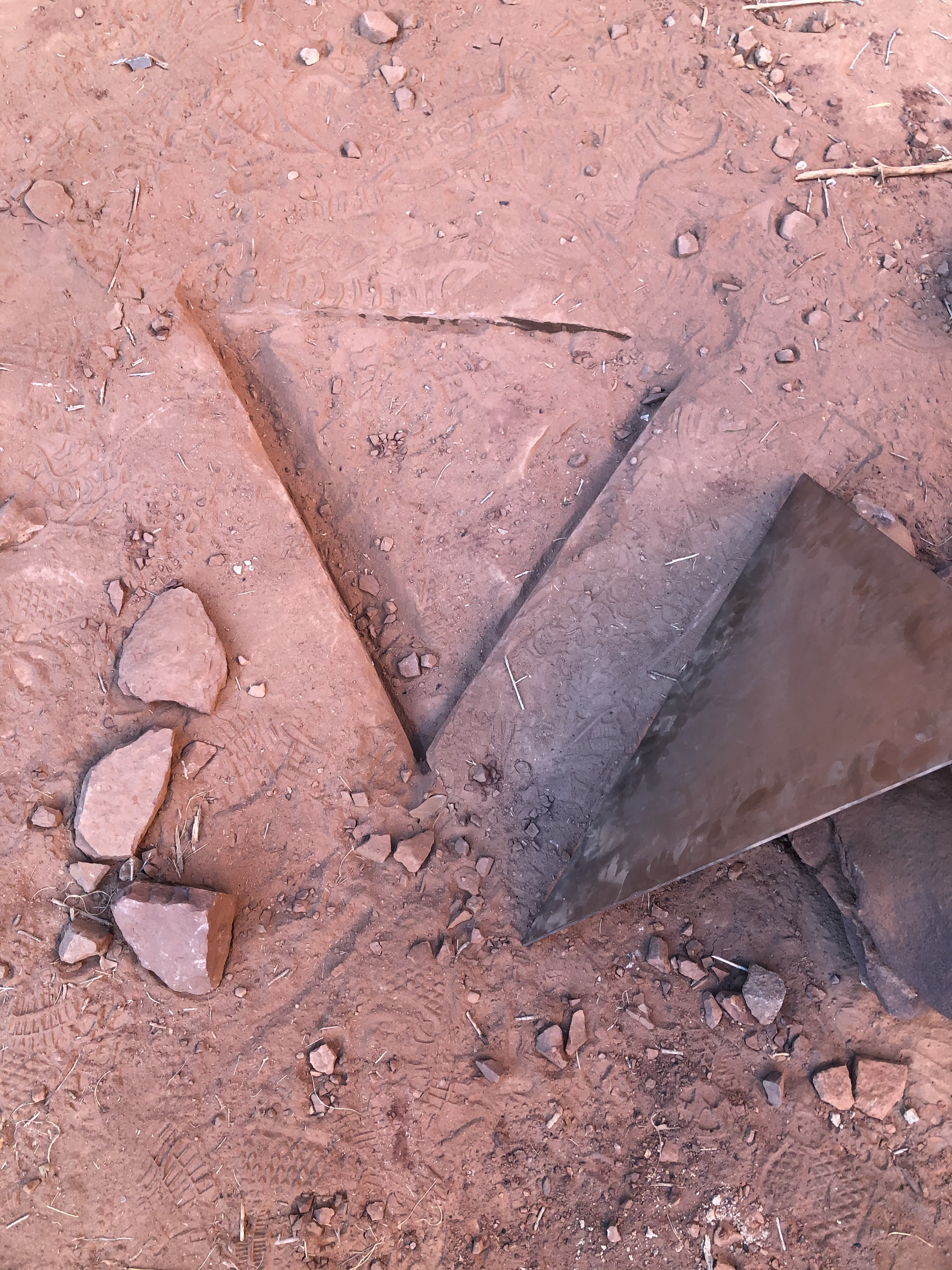
Vue le 28 novembre de l'empreinte du monolithe disparu.

## Monolithe de Roumanie
Le monolithe de Roumanie est découvert le 26 novembre sur un terrain privé de la colline de Bâtca Doamnei, non loin de la forteresse dace de Petrodava, à Piatra Neamț. La découverte est immédiatement corrélée avec celle de l'Utah ; l'objet est similaire à première vue mais présente des différences d'aspect du matériau. Le 1er décembre, ce monolithe disparait lui aussi.

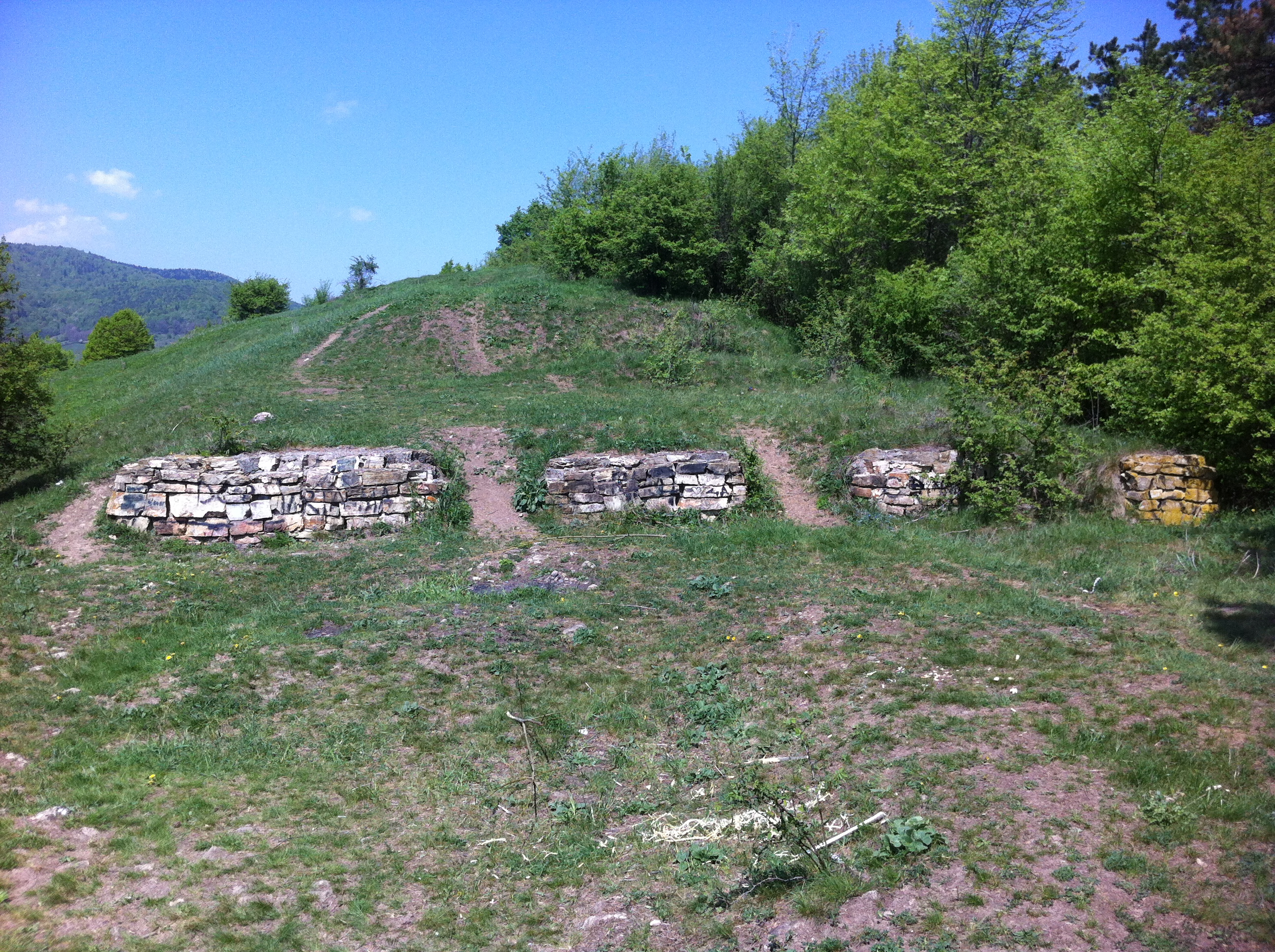
Vue des ruines daces de Petrodava sur la colline de Bâtca Doamnei où a été retrouvé le monolithe roumain.

## Monolithe de Californie
Le monolithe de Californie est découvert le 2 décembre sur la montagne Pine, à Atascadero, en Californie. Les autorités cherchent notamment à déterminer s'il s'agit du même monolithe que celui de l'Utah disparu quelques jours plus tôt.
En décembre 2020, la création de ce monolithe (et celui de l'Utah) est attribué au collectif d'artistes The Most Famous Artist, d'après des déclarations énigmatiques et des photos diffusées sur les réseaux sociaux.
Ce monolithe est volé par un groupe de prétendus vétérans militaires, chantant « Christ is king! » (Dieu est roi) ou des chansons country, et remplacé par une croix en bois, en diffusant la vidéo de leur action sur Internet. Les propos des individus sont qualifiés de « racistes et homophobes » par des journalistes. Les individus prétendent que leur action vise à nuire aux extra-terrestres ou qu'elle est réalisée sur ordre « de QAnon et du président Trump en personne », faisant ainsi référence à des théories complotistes américaines.
Un nouveau monolithe identique est installé par le collectif The Most Famous Artist.

## Monolithe de l'île de Wight
Le monolithe de l'île de Wight, dans le sud de l'Angleterre, est découvert par des promeneurs le 6 décembre sur la plage de Compton, dans le sud-ouest de l'île.

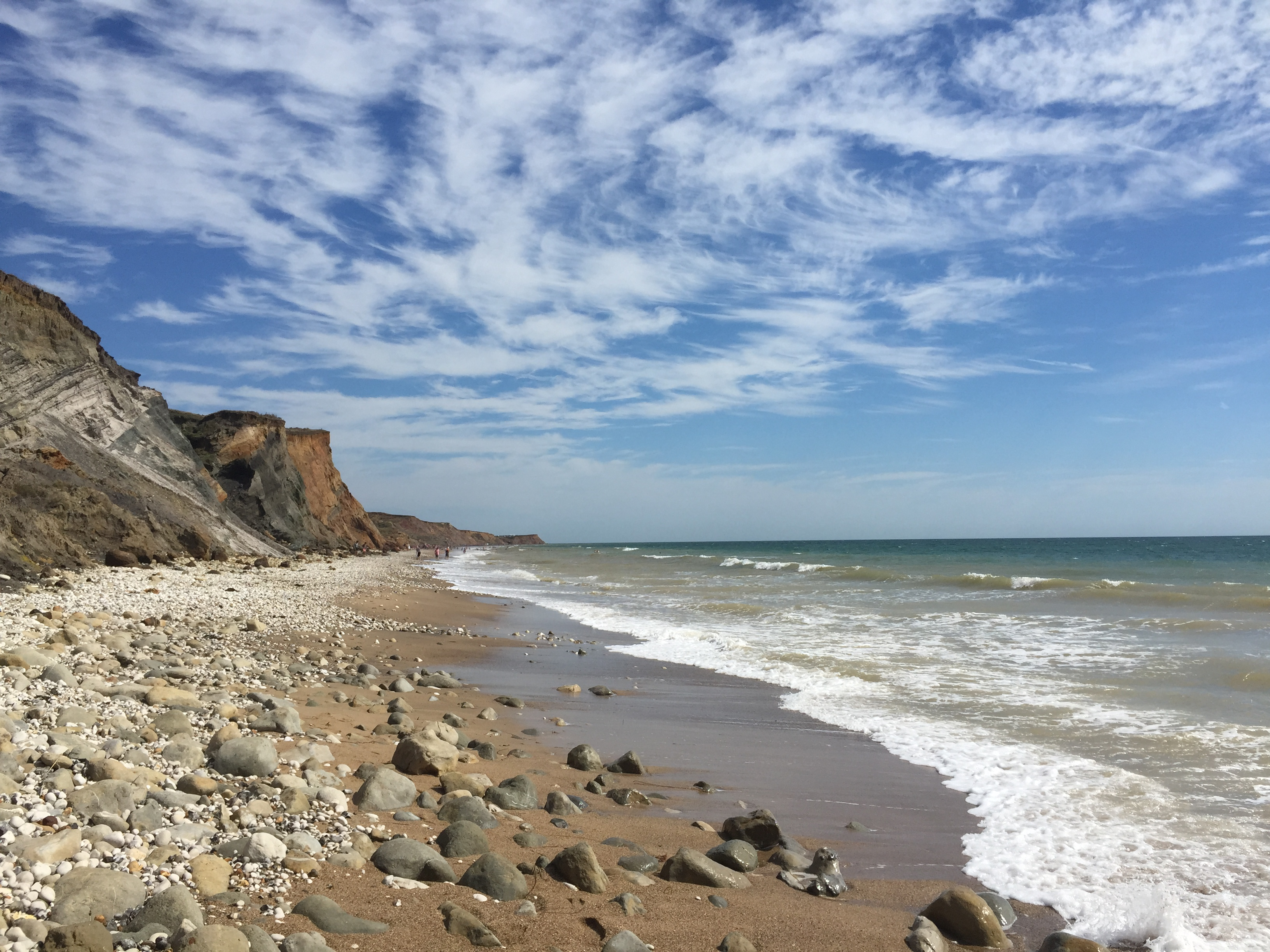
La plage de Compton où a été retrouvé le monolithe de l'île de Wight.

## Monolithe des Pays-Bas
Le monolithe des Pays-Bas est découvert le 6 décembre non loin du village d'Oudehorne, dans le nord du pays. Il se dresse dans une petite mare.

## Origine

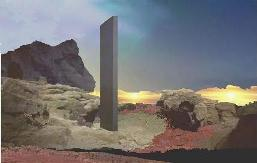
Peinture de 2013 de Georges Yatridès représentant le monolithe de 2001, l'Odyssée de l'espace de Stanley Kubrick de 1968.

Parmi les explications rationnelles et en considérant les objets comme des sculptures, le nom de John McCracken est rapidement mentionné comme l'artiste potentiel de ces œuvres. Cet artiste minimaliste américain décédé en 2011 est connu pour ses créations similaires. Il a vécu dans le Sud-Ouest américain une partie de sa vie, croyait à l'existence des extraterrestres et a déjà laissé certaines de ses œuvres en plein désert.